# Vena de conjunción
La vena de conjunción o vena intervertebral (TA: vena intervertebralis) es cualquiera de las venas que drenan los plexos vertebrales, pasan por los agujeros intervertebrales (o de conjunción) y desembocan en las venas regionales:
- en la vena vertebral a nivel del cuello;[1]
- en la vena intercostal a nivel del tórax;[1]
- en la vena lumbar a nivel del abdomen;[1]
- en las venas sacras laterales a nivel de la pelvis.[1]

Acompañan a los nervios espinales a través del agujero intervertebral; reciben las venas de la médula espinal y drenan los plexos vertebrales internos y externos.
Sus orificios presentan válvulas.